# Fernando Carrillo
Fernando Enrique Carrillo Rosellies (Caracas, 6 de janeiro de 1966), mais conhecido apenas como Fernando Carrillo, é um ator, cantor e modelo mexicano de origem venezuelana, conhecido por suas participações em inúmeras telenovelas na Venezuela, Argentina e no México.

## Biografia
Fernando Carrillo nasceu em Caracas na Venezuela em 6 de janeiro de 1966. Iniciou na carreira artística na Venezuela em meados de 1985. Participou do elenco da novela Primavera e logo depois, protagonizou as novelas Abigail, Pasionaria, La mujer prohibida, Romeu y Julieta, Amor Loco e Cara Bonita (gravada na Argentina). Também foi o apresentador do programa "El show de la primera" na Espanha. 
Na Itália, participou em "Rete 4". Morou por dois anos em Los Angeles, onde se formou em música. Além de cantar, carrillo também é multi-instrumentista, toca piano e violão.
No ano de 1986, participou da minissérie "Mansion de luxe", transmitida por Radio Caracas Televisión, em 1988, realizou seu primeiro protagonista se tornando o mais jovem na televisão venezuelana aos 18 anos na telenovela Primavera, alcançando o primeiro lugar no Ibope. Vendida para mais de 30 países e traduzida para vários idiomas e transmitida nos Estados Unidos pela Univision.
Em 1989, protagoniza com grande exito a telenovela Abigail, transmitida em todos os países latino-americanos, Espanha, Itália e traduzida em vários idiomas, sendo transmitida também nos Estados Unidos pela Telemundo.
Fernando protagonizou na televisa no México, as telenovelas: Siempre te amaré, ao lado da atriz Laura Flores. Ao lado da cantora e atriz Thalía, protagonizaram juntos a telenovela Rosalinda, sendo esse seu trabalho de maior reconhecimento, sendo vendido para mais de 100 países e vista por mais de 500 milhões de telespectadores, antes de Rosalinda, Fernando Carrillo protagonizou juntamente com a atriz Adela Noriega a telenovela María Isabel.
Em 2000, Fernando Carrillo fez um calendário com fotos sensuais. O ator foi casado com a atriz Catherine Fulop em 1990, mas se separam em 1994. De 2006 a 2007 teve um relacionamento com a advogada Delcy Rodríguez. Carrillo tem um filho chamado Angel Gabriel Carrillo.

## Telenovelas
- Sin miedo a la verdad (2018) .... Miguel
- ''La Magia Del na Amor (2013)
- Siempre te amaré (2000) .... Mauricio Castellanos
- Rosalinda (1999).... Fernando José Altamirano de Castilho
- María Isabel (1997) .... Ricardo Mendiola
- Cara bonita (1994) .... Iván
- All in the Game (1993) .... Jesus Vila
- La mujer prohibida (1991) .... Carlos Luis Gallardo
- Pasionaria (1990) .... Jesús Alberto Tovar Urdaneta
- Abigail (1988) .... Carlos Alfredo Ruiz Apunte
- Primavera (1988)
- La muchacha del circo (1988) .... Ector/Alejandro
- Mansión de luxe (1986) .... Alvaro
- La dama de rosa (1986) .... José Luis Ustáriz
- La pobre señorita Limantur (1985) .... Ricardo Spider

## Cinema
- Love Equation (2008) .... Fernando
- Spin (2007/I) .... Theo
- Sexo, amor y otras perversiones (2006) .... Novio
- El caracazo (2005)
- Pit Fighter (2005) .... Veneno
- Las llaves de la independencia (2005) .... Lázaro
- 2+2=5=1 (2004) .... Fernando
- Cero y van 4 (2004) .... José ("Comida para Perros)

## Ligações Externas
- Página oficial
- Página de network54
- Myspace Música
- Fernando Carrillo. no IMDb.
- Fernando Carrillo no Instagram